# Thalassina
Thalassina (лат.) — род десятиногих раков (Decapoda). Единственный род семейства Thalassinidae. Обитают в мангровых болотах Индийского океана и западной части Тихого. По ночам они роют тоннели и кормятся, что важно для переработки питательных веществ в экосистеме мангровых зарослей, хотя иногда их считают вредителями рыбных и креветочных ферм.

## Внешний вид и строение
Похожи на омаров. Достигают 30 сантиметров в длину, но чаще всего — 6-20 см. Окрас варьирует от бледного до темно-коричневого и коричневато-зеленого. Карапакс высокий, яйцевидной формы, составляет менее одной трети длины животного и выступает вперёд, образуя короткий рострум. Брюшко длинное и тонкое, и, как и у многих роющих десятиногих моллюсков, уроподы уменьшены и не образуют функциональный хвостовой веер с тельсоном. Различные ряды щетинок на ногах и жабрах используются для предотвращения попадания частиц грунта в жабры и для удаления всего, что туда попадает. Они также используют «реверс дыхания», чтобы защитить жабры от грязи.

## Распространение
Встречаются вдоль побережья материковой части Азии от Кералы (Индия) до Вьетнама, включая Шри-Ланку, Андаманские и Никобарские острова. Они также встречаются на большей части морского побережья Юго-Восточной Азии и на островах Рюкю, а их ареал простирается на юг до большей части северного побережья Австралии (от Северо-Западного мыса в Западной Австралии до Центрального Квинсленда) и на восток до Фиджи и Самоа.

## Экология и поведение
Живут в норах глубиной до 2 м и активны в ночное время. Их тоннели играет важную роль в экосистеме мангровых зарослей, поднимая органическое вещество из глубоких отложений. Выкопанная этими животными почва образует большие вулканоподобные насыпи, которые могут достигать высоты 3 м и жизненно важны для многих других видов, таких как Odontomachus malignus (муравей), Episesarma singaporense (краб), Wolffogebia phuketensis (ещё один представитель Gebiidea), Idioctis littoralis (паук), индийская бородавчатая змея, агаллоховое дерево и термиты. Рытьё может приводить к тому, что T. anomala рассматривается как вредитель, если ослабит обваловку, окружающую фермы по выращиванию креветок или рыбные фермы. Травоядный бычок Austrolethops wardi, специализирующийся на питании морской травой, селится в норах представителей рода Thalassina.

## Использование в пищу
В некоторых частях ареала, включая Индонезию, Филиппины, Новую Гвинею и Фиджи, клешни Thalassina едят, но мясо пресное и никогда не пользуется большой популярностью. В порошкообразном виде или в спирте он используется в Таиланде как средство от астмы.

## Ископаемые остатки
Окаменелости Thalassina встречаются «в бесчисленных количествах» и известны вплоть до миоцена. Обычно они сохраняются в твердых фосфатных конкрециях, которые, как полагают, являются местом линьки животного. Штормы могут замуровать животных в их норах, а богатая минералами природа отложений приводит к очень быстрому окаменению. Присутствие Thalassina вместе с другими тепловодными видами в миоцене Японии (за пределами современного ареала рода) трактуется как подтверждение периода повышенных температур 16 миллионов лет назад.

## Таксономия
Thalassina — единственный род семейства Thalassinidae (=Scorpionoidae Haworth, 1825). В течение многих лет был признан только один вид, Thalassina anomala, но 2009 году Nguyen Ngoc-Ho и Michèle de Saint Laurent произвели ревизию и увеличили количество современных видов до восьми, плюс один ископаемый вид. Thalassinidae классифицируется в инфраотряде Gebiidea, наряду с семействами Upogebiidae и Laomediidae.

## Виды
На апрель 2024 в род включает 11 современных видов World Register of Marine Species:
- Thalassina anomala Herbst, 1804
- Thalassina australiensis Sakai & Türkay, 2012
- Thalassina emerii Bell, 1844
- Thalassina gracilis Dana, 1852
- Thalassina kelanang Moh & Chong, 2009
- Thalassina krempfi Ngoc-Ho & de Saint Laurent, 2009
- Thalassina pratas Lin, Komani & Chan, 2016
- Thalassina saetichelis Sakai & Türkay, 2012
- Thalassina spinirostris Ngoc-Ho & de Saint Laurent, 2009
- Thalassina spinosa Ngoc-Ho & de Saint Laurent, 2009
- Thalassina squamifera de Man, 1915

Ископаемый вид, Thalassina emerii, известен из северной Австралии, Папуа-Новой Гвинеи и Индонезии.